# Foxbase Alpha
Foxbase Alpha è il primo album in studio del gruppo musicale britannico Saint Etienne, pubblicato nel 1991.

## Tracce
1. This Is Radio Etienne – 0:42
2. Only Love Can Break Your Heart (Neil Young) – 4:29
3. Wilson – 1:59
4. Carnt Sleep – 4:43
5. Girl VII – 3:46
6. Spring – 3:43
7. She's the One – 3:09
8. Stoned to Say the Least – 7:42
9. Nothing Can Stop Us – 4:21
10. Etienne Gonna Die – 1:32
11. London Belongs to Me – 3:57
12. Like the Swallow – 7:41
13. Dilworth's Theme – 0:38